# (18818) Yasuhiko
(18818) Yasuhiko (1999 MB2) – planetoida z grupy pasa głównego asteroid okrążająca Słońce w ciągu 3,46 lat w średniej odległości 2,28 j.a. Odkryta 21 czerwca 1999 roku.